# Friedrich Sustris

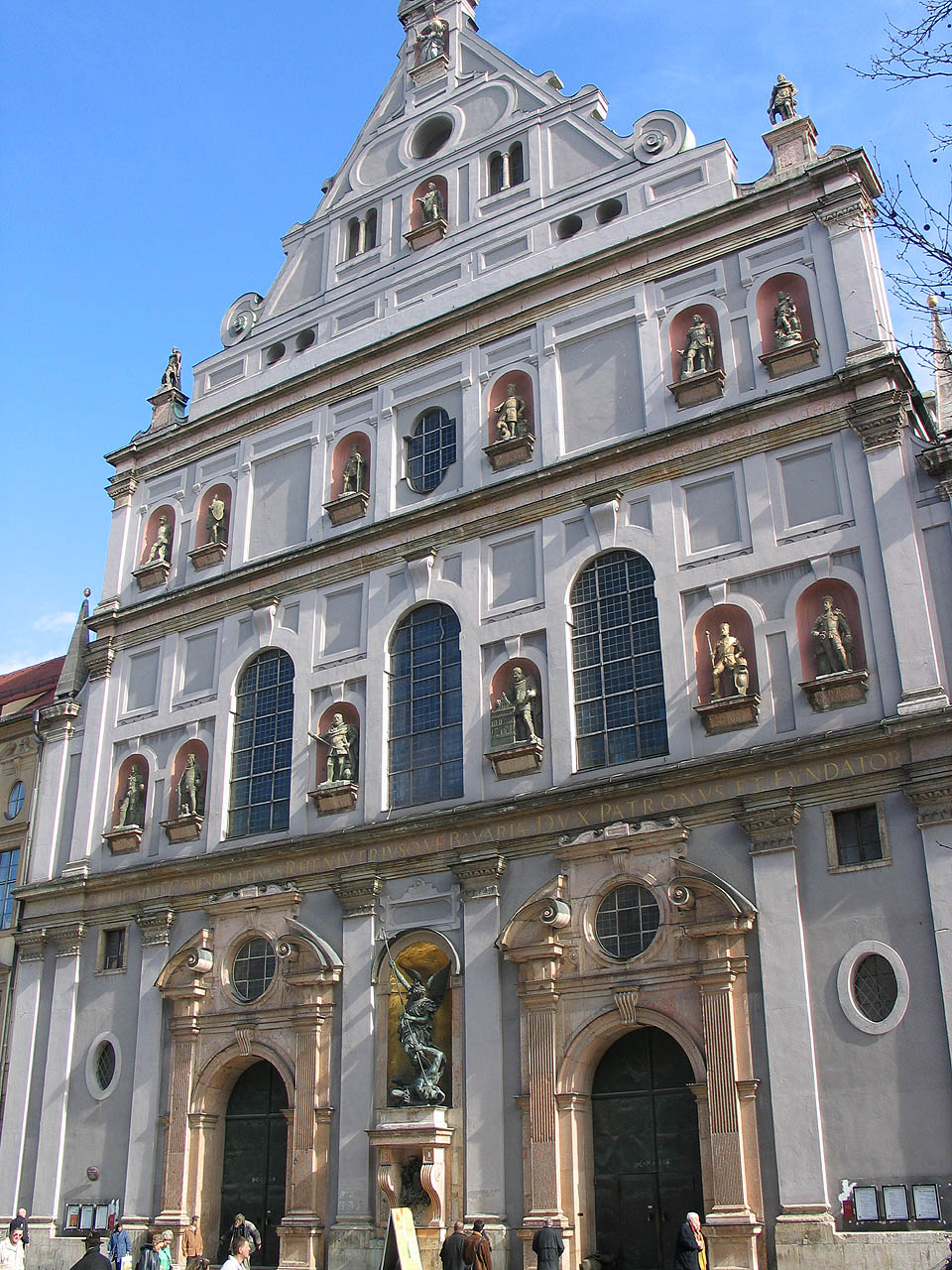
De Sint-Michaelskerk in München

Friedrich Sustris (ook Frederik Sustris, Padua, ca. 1540 - München, 1599) was een Italiaans-Duits kunstschilder, tekenaar, etser en architect. Hij was een zoon van de uit Nederland afkomstige schilder Lambert Sustris, die voornamelijk in Italië werkte en zijn eerste leermeester was.
Sustris bevond zich rond 1560 in Rome. Van 1563 tot 1567 was hij leerling van Giorgio Vasari in Florence. Hier werkte hij mee aan de decoratie van het Palazzo Vecchio en onder leiding van Vasari ook aan de katafalk van de in 1564 overleden Michelangelo.
Zijn eerste opdracht als zelfstandig kunstenaar kreeg hij van Hans Fugger, een telg uit het invloedrijke handels- en bankiersgeslacht Fugger. Het ging hierbij om de decoratie van diens villa in Venetië.
Vanaf 1569 werkte hij in Duitsland, aanvankelijk in Augsburg, waar hij meewerkte aan opdrachten van Hans Fugger. Sinds 1573 werkte hij voor Hertog Wilhelm van Beieren. In 1580 werd hij diens hofschilder en bouwmeester. Geleidelijk kreeg hij de leiding over alle artistieke projecten aan het hof. Hij maakte ontwerpen voor goudsmeden, tapijtwevers en beeldhouwers en stond aan het hoofd van een ploeg die de verzorging van paleisinterieurs uitvoerde.
Hij was jarenlang actief in Trausnitz en München. In deze laatste plaats nam hij onder meer deel aan het ontwerp en de reconstructie van de jezuïetenkerk van Sint-Michael. Sustris overleed er in 1599.